# 尼泊尔历史
尼泊尔历史非常悠久，若根據當地的傳說和地質探測的研究，很可能早在20萬年前已有人在當地居住。古代尼泊尔境内有很多国家，在前6世纪，尼泊尔人就已在加德满都河谷一带定居。這些國家各自發展成為尼泊爾的各個民族，之間互有勝負，加上來自印度的移民，以及來自英國的入侵者，共同譜成了今日的尼泊爾歷史。

## 上古傳說
根據《斯瓦揚布往世說》所記載的傳說，現時的加德滿都谷地本來是一座名為「納格達哈」（梵語：Naga Dah，意思就是「蛇湖」）的大湖泊。後來文殊師利菩薩來到，用劍把湖的南面一座山峰劈開，把湖水及住在湖裡的大蛇瀉走，形成了今日的加德滿都谷地。文殊菩薩還以自己的名義在這裡建立了一座城，名為曼殊帕坦，就是今日的德瓦帕坦。而那個把湖水瀉走山峽，今日被稱為佐帕爾(Cophara)。
藏緬語族的纽瓦丽人（Newari）被认为是加德满都谷地的原住民，但他们却并不全都是东方的蒙古人种，还有许多是雅利安人。
在錫瓦利克山脈的印度当斯县，考古發現了新石器時代、中石器時代、舊石器時代的猿人活動的遺跡，這是包括尼泊爾在內的印度河流域文明的開端。考古學家在加德滿都谷地發現了新石器時代工具，顯示在喜瑪拉雅山區早在9000年前就已有人定居。而大約在2500年前，說藏緬語族語言的人在這裡定居。在雅利安人統治印度地區之前，此地一直生活著达罗毗荼人、藏緬族群，如今印度東北部、尼泊爾北部生活著克拉底人，尼泊爾南部主要是印度-雅利安人、塔魯人。這些人都是今日尼泊爾人的祖先之一。

## 早期历史

### 傳說時代
傳說在公元前30世紀，印度、尼泊爾地區由Sanatana古印度政權統治。

### 克拉底王朝
尼泊尔最早的歷史始于克拉底人，據說他们是喜馬拉雅山麓的藏緬人，從東部来到加德满都河谷，打敗了土著，建立了克拉地王朝（又译吉拉迪、基拉蒂，Kirati或Kiranti），以中部山谷一帶爲政權核心區域，因此取名叫“尼-泊”，意思是“中間-國家”。这些歷史因缺乏信史記載，仍被视为传说。根据離車王朝编年史记载，克拉底人统治了约1225年（公元前800年-300年），期间共有29个国王；也有傳說認為經歷了900多年，有32位國王。他们第一个国王名为埃兰（或Yalamber）。
克拉地王朝時期，尼泊爾社會、經濟、文化全面發展，政權重視發展商貿業，與藏地、印度、斯里蘭卡建有貿易關係，經濟發展和佛教的傳播提升了人們的宗教、道德、藝術水平，許多文化、經濟中心城鎮得以建立。
釋迦牟尼佛和後來的阿育王孔雀王朝都存在於這一時期。釋迦牟尼佛的故鄉迦毗羅衛國一說就在尼泊爾道拉赫瓦提羅拉科特。

### 索姆王朝
约205年—约305年，为索姆王朝统治时期。

### 離車族王朝（464年—879年）
印度毗舍離國離車族（又譯李查维）——毗提诃王國的遮那竭国王（现代音译加纳克）的兄弟亲族库夏的瓦吉——遷移至尼泊爾地區；在大約公元300年，勝天一世（Jaya Deva I，傳統音譯闍耶提婆，現代音譯加亞·德瓦）建立尼波羅國離車王朝，佛教開始在谷底繁榮，婆羅門教濕婆派也逐漸滲入。
尼泊爾真正有文字記載的歷史始於離車王朝的意天國王（Mana Deva，傳統音譯摩那提婆，現代音譯馬納·德瓦）。在離車王朝之前所發生的事，都沒有正式的文獻紀錄，所以無法考證。但根據離車王朝期間的金石銘刻，我們得知在離車王朝之前尚有一個由克拉底人所建立的克拉底王朝(Kiranti Dynasty)。意天王也是離車王朝最有名的國王，他於公元465年至505年在位，在位期間東征西討，擴大了尼波羅國的國境，一般認為尼泊爾從他開始進入封建時代。
606年—621年或640年在位的塔库里人光胄王（Amshuverma，傳統音譯鸯输伐摩，現代音譯阿姆蘇·瓦爾馬）國王重视外交，将王女尺尊公主（Bhrikuti，藏文：Bal-mo-bza' Khri-btsun）远嫁给藏地吐蕃国的松赞干布进行政治联姻。

### 同时期其他王朝

#### 戈帕爾王朝
12世纪前，毗提诃王國遮那竭国王（现代音译加纳克）的兄弟亲族库夏的瓦吉遷移至尼泊爾地區，建立过戈帕尔王朝。 
瞿波利王朝（gopāla vaṃśi，即黃牛王朝，现代音译戈帕爾），根據13世紀到14世紀成書的尼泊爾世系和語言系譜所記載，經歷了8位君主的戈帕爾王朝(gopāla vaṃśi，即黃牛王朝)，統治了尼泊爾491年。

#### 阿希爾王朝
12世纪前，毗提诃王國遮那竭国王（现代音译加纳克）的兄弟亲族库夏的瓦吉遷移至尼泊爾地區，建立过摩诃伊舍波利王朝。 
摩诃伊舍波利王朝（mahaiṣapāla vaṃśa，即水牛王朝，现代音译阿希爾）。

### 黑暗時期
12世纪後，未有文獻記載。

### 塔库里王朝
離車王朝末期，印度人入侵尼波羅國，使得離車王朝国势衰弱。879年，塔库里人罗怙子天（Raghavadeva，拉格瓦·德瓦）趁机入主王位，开启了塔库里王朝，国祚直至12世纪。
塔库里王朝结束了尼泊尔的古代史，开启了中世纪史。

### 德瓦与卡萨
12世纪後，尼泊尔境内的公国互相征讨，拟夺取政权。13世纪後，出现两个强大的政权，一个是離車族提婆氏（Deva，意译天，现代音译德瓦）的旧政权，一个是由塔库里王朝政权的摩羅氏（Malla，现代音译马拉，和印度古国末羅國同名）於1200年建立的卡薩王國。

#### 德瓦王朝
提婆氏政权，又叫Simroun/Simroun、卡纳塔王朝（Karnata，和克拉底Kiranti相关），首都Simraungadh。

#### 卡萨王国（马拉王朝）
由塔库里王朝卡斯人摩羅氏建立的卡薩王國，也称摩羅王朝（马拉王朝）。建于1200年；1328年打败提婆氏，进入加德满都统治中心河谷地带。

### 新马拉王朝
1328年，卡斯人摩羅氏建立起尼泊尔新摩羅王朝（现代音译马拉王朝），统治地区集中于谷地。
第一位国王是阿里提婆摩羅（Arideva Malla），之後有9位国王，其中的最有名者是Jaysthiti Malla（1382年-1395年在位），他进行了一系列政治、社会、经济、宗教改革，強化了種姓制度。
1482年，王朝分裂。

### 巴德岗王国、帕坦王国、加德满都王国
1482年，国王藥叉摩羅（Yaksha Malla，现代音译亚克西拉·马拉）驾崩，摩羅王朝分裂，由他的子女分别统治。
罗阇摩羅（Raja Malla，现代音译拉贾·马拉，1482年-1505年在位）建立巴德岗王国（Bhadgaon），也称巴克塔普尔王国（Bhaktapur）。歷經12位國王，國祚287年。
帕坦王國歷經19位國王，國祚286年。
寶摩羅（Ratna Malla，現代音譯拉特納·馬拉，1482年-1520年在位）建立加德滿都王國。歷經14位國王，國祚286年。
此時期，這三個城邦國家之间的竞争非常激烈，同時也是內瓦爾人（一译纽瓦丽人）的“黄金时代”。此時期的尼泊尔是西藏和北印度平原之间极为重要的贸易枢纽。1769年，三國战败给廓尔喀国普利特维·纳拉扬·沙阿（Prithvi Narayan Shah，一译博赤纳喇），遂告灭亡。

### 沙阿王朝，尼泊尔的统一
1559年，廓爾喀国沙阿王朝建立。1769年，廓尔喀王国国王普利特维·纳拉扬·沙阿（Prithvi Narayan Shah，一译博赤纳喇）打败馬拉王朝，统一尼泊尔。
最後一位廓爾喀國王普里特維·納拉揚·沙阿自稱新統一的尼泊爾王國為阿薩爾印度斯坦（真正的印度斯坦），因為北印度由伊斯蘭莫卧兒帝國統治者統治。宣告在他的統治期間將執行印度教社會準則(儀軌經)，並稱他的國家適合印度教徒居住。

## 尼泊尔王国

### 廓爾喀统治
17世紀中葉廓爾喀人興起，在西部甘达基河沿岸建立了一个小王国(沙阿王朝的前身)。在中世纪王国数十年的竞争之后，在18世纪后期，由普利特维·纳拉扬·沙阿统治的一个小公国廓爾喀統一了尼泊爾。1768年，普利特维·纳拉扬·沙阿起兵攻占加德满都，战胜马拉王朝，统一了尼泊爾地區，结束了加德满都谷地三城分地割據的狀態。尼泊尔语（Nepali）——西部地区的一种印欧语系语言，代替了尼瓦爾语成为官方语言。
1780年（乾隆四十五年），六世班禪於北京向乾隆皇祝壽時，感染天花而病逝圓寂，其兄仲巴呼圖克圖得到乾隆皇帝賞賜的大量財物。仲巴呼圖克圖之弟夏瑪巴因為是紅教，不能分潤，以朝塔為名前往尼泊爾，唆使廓爾喀人入藏劫掠。1789年（乾隆五十四年），廓爾喀因鹽稅銀錢一事攻入後藏，達賴喇嘛家族、噶廈與其私下議和，並得到駐藏大臣的默許，允諾每年付款三百個銀元寶，廓爾喀退兵。1791年（乾隆五十六年），因西藏爽約，夏瑪巴欲奪取扎什倫布寺財產。後來乾隆帝派福康安、海蘭察等領兵反擊廓爾喀。1792年（乾隆五十七年）國王拉納·巴哈都爾·沙阿、皇叔巴都爾薩野向清廷求和，五年一入貢，廓爾喀和清朝一直保持著良好的宗藩關係，以遏制英國的侵略。
英國東印度公司在佔領印度後，漸漸向北進發，經常侵略哲孟雄、不丹等小國。但自清朝中葉國勢衰弱，清廷被內憂外患困擾，無暇理會外藩。1791年，英屬東印度公司与尼泊爾签订了一项掠夺性的“通商条约”。1814年，英屬東印度公司借口印度和尼泊尔的边界纠纷，出兵侵入尼泊尔。尼泊爾军在首相比姆·森·塔帕（Bhim Sen Thapa）領導下英勇抵抗，但最后被英国擊破。1815年12月2日，尼泊爾被迫同英屬東印度公司签订《塞哥里条约》（Treaty of Segauli,1816年3月3日生效），将南部大片领土割让给英属印度，并且给英国以各种特权，承认尼外交受英屬東印度公司监督。

### 拉纳家族统治
1846年，亲英的廓爾喀軍人忠格·巴哈杜尔·拉纳（Jung Bahadur Rana）发动政变，夺得尼泊尔夺得军政大权和世袭首相职位，國王的大權旁落，徒具虚名。拉纳家族的独裁统治使尼泊爾实际上落入英国势力范围。拉納家族在1856年1月12日頒布穆魯吉艾恩(muluki ain)民法大典，把尼泊爾人分成印度教徒與馬塔瓦里人(喝烈性酒的人),地位等於首陀羅，分成可奴役與不可奴役，視軍事價值而定。
1923年，英国承认尼泊尔的独立，并与尼泊尔签订了《尼泊爾英國永久和平與友好條約》。
第二次世界大战后，英国在尼泊尔的特权地位也随着尼泊尔人民的不懈斗争而丧失。

### 1951年革命
1950年11月，尼泊尔大会党（Nepali Congress）联合国王势力，发动反拉纳政权的武装斗争，在印度支持下迫使拉纳首相交出政权，结束了拉纳家族105年的世袭统治。1951年2月18日，尼泊尔国王狄布凡（Tribuvan Bir Bikram Shah）颁布临时宪法，实行君主立宪制。以后政局动荡，政局多次更迭，其间国王曾4次直接掌权。
1955年3月，狄里布凡逝世，马亨德拉（Mahendra Bir Bikram Shah Dev）继位。马亨德拉为提振经济，开始实施第一个五年计划。1959年2月，马亨德拉国王颁布正式宪法。同年2-4月举行第一次全国大选，大会党在选举中获胜，毕·普·柯伊拉腊(B.P.Koirala)受命组阁。

### 马亨德拉政变
1960年12月15日，马亨德拉国王親政，下令解散大会党内阁和议会，逮逋首相和各政党领袖，亲自执政。1961年1月，宣布禁止一切政党活动，在全国实行潘查雅特（Partyless Panchayat System）。1962年4月宪法规定尼泊尔为印度教君主国。1962年12月16日，颁布尼为印度教君主国的宪法。1961年至1990年近30年间，被禁尼大会党和尼共等，一直不断进行反对君主制和无党派评议会制度的活动。1972年1月31日，马亨德拉去世，比兰德拉继位。
1979年4月，尼爆发全国性的学生运动和政治骚乱。1979年5月24日，比兰德拉国王宣布将举行全民投票以决定是否保持改革的评议会制度还是实行多党制。1980年5月2日，全国举行公民投票，结果评议会制度以54%的多数票获胜。1981年5月9日，第一次在成人直接选举权基础上举行全国评议会大选。
1986年5月12日，举行第二次全国评议会大选。

### 多党议会
1990年，尼泊尔爆发大规模“人民运动”，畢蘭德拉国王被迫恢復君主立宪的多党议会制。此后，尼泊尔政局持续动荡，党派斗争激烈，政府更迭频繁。1990年1月15日，尼共（马列）、尼共（马）等尼共7派成立左翼联合阵线。1990年2月18日至4月8日，尼大会党和左翼联合阵线共同发起全国人民运动，要求废除无党派评议会制度，实行多党制。加德满都河谷三市和外地一些城市，连续发生大规模抗议游行、集会和暴力事件。当局出动警察镇压，警群冲突中造成近百人死亡，全国主要地区处于严重混乱状态。4月8日晚，比兰德拉国王接见尼大会党和尼共领导人，宣布开放党禁，成立修改宪法委员会。尼大会党和尼共左翼联合阵线随即宣布停止人民运动。1990年4月19日，以尼大会党为主体，并有尼共及国王指定人士参加的临时政府成立，尼大会党代主席克·普·巴特拉伊出任首相。1990年11月9日，比兰德拉国王颁布新宪法，规定尼为印度教立宪君主国，实行君主立宪政体和多党议会制度。 1991年5月12日，举行全国大选，尼大会党获得55%的议席，成为执政党。5月29日，以吉里贾·普拉萨德·柯伊拉腊为首相的尼大会党政府成立。 1992年5月至7月，举行全国村、市、县地方选举，尼大会党获得全部议席的57%。
1994年7月10日，由于党内反柯派议员缺席导致政府议案被否决，柯伊拉腊首相被迫辞职。1994年7月11日，比兰德拉国王决定解散议会下院，宣布将于同年11月13日在柯为首相的看守内阁主持下举行中期选举。1994年11月15日，尼举行中期选举，尼共（联合马列）获得下院205个议席中的88席，成为议会第一大党，大会党获得83席，民族民主党获得20席。1994年11月29日，由于无一党在议会中获得多数席位，比兰德拉国王任命议会第一大党尼共（联合马列）议会党团领袖曼.莫汉.阿迪卡里(Man Mohan Adhikari)为新任首相。1994年11月30日，阿迪卡里为首相的尼共（联共马列）少数派政府组成。
1995年6月13日，根据阿迪卡里首相的建议，比兰德拉国王宣布解散议会。1995年8月28日，尼最高法院特别法庭裁定解散下院不符合宪法，议会下院得以恢复。1995年9月10日，大会党提出的对首相不信任案以107票赞成，88票反对得以通过，阿迪卡里首相随之辞职。1995年9月11日，比兰德拉国王任命大会党议会党团领袖谢尔·巴哈杜尔·德乌帕为首相。1995年9月12日，德乌帕政府组成。1995年11月23日，举行國家議會大选。

### 尼泊尔内战
1996年2月13日，尼泊尔共产党（毛主义中心）宣布发动“人民战争”，尼泊尔内战爆发。1997年3月6日，德乌帕政府在议会信任案投票中未获简单多数，德被迫辞职。3月9日，比兰德拉国王任命获得103名议员支持的民族民主党议会党团领袖L.B.昌德为首相，3月10日，民族民主党（昌德）、尼共（联合马列）、亲善党三党联合政府成立。10月4日，昌德首相未能通过议会不信任案被迫辞职。10月6日，比兰德拉国王任命民族民主党领导人苏.巴.塔帕为首相，同日，由大会党、民族民主党和亲善党组成的新联合政府成立。
1998年1月，民族民主党分裂为以塔帕首相和昌德前首相为领袖的两党。3月，尼共（联合马列）也分裂为尼共（联合马列）和尼共（马列）两派。4月10日，塔帕首相宣布辞职。4月12日，比兰德拉国王任命大会党议会党团领袖吉里贾·普拉萨德·柯伊拉腊为首相，15日，柯伊拉腊政府成立。8月26日，大会党决定吸收尼共（马列）入阁。12月21日，由于尼共（马列）退出政府，柯伊拉腊首相被迫辞职，但通过与尼共（联合马列）达成的协议，柯仍于23日被任命为新联合政府首相。25日，大会党、尼共（联合马列）和亲善党三党新联合政府成立。1999年1月15日，比兰德拉国王根据柯伊拉腊首相提议解散议会并宣布於5月3日举行大选。大选中，大会党获113席，以绝对多数成为执政党，尼共（联合马列）获70席，成为主要反对党，民族民主党（塔帕）获10席，而分裂出去的尼共（马列）和民族民主党（昌德）则一席未获。同日，比兰德拉国王任命大会党领袖克.普.巴特拉伊为首相。
2000年3月16日，上台仅10个月的巴特拉伊政府面临党主席柯伊拉腊派议员提交的不信任案而被迫下台，3月18日，大会党主席柯伊拉腊在党内竞选中战胜前首相德乌帕而成为大会党领袖。3月20日，比兰德拉国王任命柯伊拉腊为首相。3月22日，柯伊拉腊政府成立。
2001年6月1日晚，在加德满都纳拉扬希蒂王宫发生枪击事件，王储狄潘德拉因为选妃问题而连杀国王比兰德拉、王后艾斯瓦利亞、小王子尼拉扬、公主什鲁蒂等10多名王室成员。狄潘德拉本人自杀身受重伤，立即被送入深切治療病房，最後傷重不治身亡。比兰德拉国王的弟弟贾南德拉4日在哈努曼多卡宫（老王宫）加冕，继承王位。
2005年2月1日，国王贾南德拉宣布解散政府，未来3年由他亲自领导新的部长委员长。2006年4月21日，尼泊爾“第二次人民运动”（反國王示威和罷工）持續兩星期後，在美國和印度施壓下，國王賈南德拉終於屈服，表示願意還政於民。他發表電視演說，宣布會解散內閣，將行政權力交予人民，並將舉行選舉，呼籲反對派推舉首相人選。4月30日，柯伊拉腊宣誓就职尼泊尔首相。5月18日，尼泊爾國會一致通過，剝奪國王贾南德拉包括軍權在內的權力，使尼泊爾日後不受王室控制，尼泊爾國王只成為象徵元首。6月11日，尼泊爾國會通過剝奪國王對國會已通過的議案之否決權，亦即國會議員在將法案簽署成法律前，毋須先徵求國王之同意。11月8日，政府与反政府武装领导人在高层会谈中终于达成和平协议，共同组建临时政府。11月21日，尼泊尔政府与反政府武装正式签署和平协议，宣告近11年的内战结束。
2007年1月15日，尼泊尔临时议会批准临时宪法。4月1日，尼泊尔共产党（毛主义）加入政府，尼泊尔农工党退出政府。9月18日，尼泊尔共产党（毛主义）宣布退出临时政府。12月23日，主张君主立宪多党制的大会党和主张完全废除君主制，实行共和制的尼泊尔共产党（毛主义）达成协议，废除君主制，尼共（毛）返回国会。國民大會計劃於2008年4月10日進行大選。2008年5月28日，尼泊爾制憲議會進行表決，以壓倒性多數通過廢除已有二百四十年歷史的君主制，並宣布改為共和國。

## 联邦民主共和国
2008年7月21日，拉姆·亞達夫在尼泊尔制宪会议以308票對282票擊敗尼泊尔共产党（毛主义）提名的总统候选人拉姆·辛格(Ram Raja Prasad Singh)，當選成為尼泊爾首任總統。亞達夫將會在7月23日宣誓。

## 延伸阅读
[在维基数据编辑]
 《明史卷三百三十一》，出自《明史》

## 外部連結
- Nepal: An Historical Study of a Hindu Kingdom（页面存档备份，存于） （英文） （法文）
- History of Nepal（页面存档备份，存于）